# Conserverie Gendreau
La conserverie Gendreau est une conserverie artisanale de poissons basée à Saint-Gilles-Croix-de-Vie.
En 1903, Eugène Gendreau, l'arrière-grand-père de l'actuel dirigeant, Philippe Gendreau, reprend une petite « confiserie » de sardines installée depuis 1856 à Saint-Gilles-Croix-de-Vie.  	
Il y découvre la spécialité des lieux, une recette ancienne pour la préparation des sardines, clé de son succès. 
La conserverie Gendreau - la Perle des Dieux- est la plus ancienne conserverie de Vendée. Elle propose une large gamme de produits de la mer. 
En 2001, la société obtient le premier Label rouge de la sardine en coopération avec le port de pêche de Saint-Gilles-Croix-de-Vie.
En 2006, elle rachète la société gillocrucienne Vif Argent, spécialisée dans les conserves de salades, dont Gendreau était sous-traitant pour les salades à base de thon.
En 2016, elle achète Le Grand Léjon, spécialisé dans les produits de la mer (salaisons, produits élaborés et plats préparés).
En 2018, la direction et le personnel de la Conserverie Gendreau ont décidé d'apporter leur soutien à la Fédération de Vendée du Secours populaire. Par ailleurs la Conserverie Gendreau reprend l'entreprise Petit Pierre (ex Delpierre).